# Аксай Есауловский
Акса́й Есау́ловский (Есау́ловский Акса́й, Акса́й, Гнило́й Акса́й) — река в Волгоградской области России, левый приток Дона (впадает в Цимлянское водохранилище, которым затоплено нижнее течение реки). Длина 179 км, площадь водосборного бассейна 2588 км².
Берёт начало в Ергенях, русло извилистое. Питание в основном снеговое. Средний расход около 38 м³/с. Летом в верховьях пересыхает. Замерзает в начале декабря, вскрывается в середине марта. Используется для орошения.
На реке расположен райцентр Октябрьского района — посёлок Октябрьский.
По данным государственного водного реестра России относится к Донскому бассейновому округу, водохозяйственный участок реки — Дон от города Калач-на-Дону до Цимлянского гидроузла, без реки Чир, речной подбассейн реки — Дон между впадением Хопра и Северского Донца. Речной бассейн реки — Дон (российская часть бассейна).

## Общая физико-географическая характеристика
Аксай — типичная равнинная река с небольшим уклоном и медленным течением. Исток реки находится в Светлоярском районе Волгоградской области в районе посёлка Краснопартизанский, в пределах Ергенинской возвышенности, на высоте около 110 метров над уровнем моря. От истока река течёт преимущественно в юго-западном направлении. Ниже села Аксай река меняет направлении на субмеридиональное, по направлению к западу. Устье реки расположено на высоте 36 метров в районе хуторов Новоаксайский и Генераловский

### Бассейн
Площадь водосборного бассейна — 2210 км². Весь бассейн расположен в зоне степей, леса представлены лишь искусственными лесонасаждениями и полезащитными лесополосами.
- Основные притоки
  - б. Водянка (правая составляющая)[9])
  - б. Песчаная (левая составляющая)[9])
  - р. Россошь (л)[9] — 111 км от устья
  - б. Каменная — (п)[9]
  - б. Самохина — (л)[9]
  - б. Чилекова — (л)[9]
  - б. Неклинская — (п)[9]
  - б. Широкий Раскос — (п)[9]

### Гидрология и климат
Как и других рек бассейна Дона годовой сток Аксая характеризуется обычно высоким весенним половодьем и низкой летне-осенней и зимней меженью. Доля весеннего стока на разных реках составляет до 90 % годового объёма стока. Летние минимальные расходы воды наблюдаются обычно в августе — сентябре, реже в июле и в октябре. Зимние минимальные расходы бывают чаще в декабре — январе, реже — в феврале месяце. Начало половодья наблюдается обычно во второй половине февраля. Сток реки частично зарегулирован небольшими водохранилищами и прудами.
Количество атмосферных осадков, выпадающих в бассейне Аксай в течение года распределено относительно равномерно. Наибольшее количество осадков, как правило, выпадает в конце весны-первой половине лета (май-июль) и в начале зимы (декабрь). Количество атмосферных осадков, выпадающих в бассейне реки, невелико и уменьшается в направлении с запада на восток (от низовий к верховьям). Так, расчётная многолетняя норма осадков для села Абганерово, расположенного в верховьях реки, составляет 366 мм, а для хутора Генераловский, в низовьях реки, — 382 мм.
Более подробная информация о средних температурах воздуха и количестве атмосферных осадков приведена в климатограммах.